# Rob Møhlmann
Rob Møhlmann (Hillegom, 18 maart 1956) is een Nederlandse kunstenaar, dichter en schrijver over kunst. Hij manifesteert zich vooral als beeldend kunstenaar, maar schreef ook enkele artikelen en gedichtenbundels, en tientallen boeken over kunst. Daarnaast begon hij in Venhuizen, later in Appingedam, een eigen Museum Møhlmann ‘voor kunst die wat voorstelt’, bedacht en organiseerde tal van tentoonstellingen en legde een grote kunstverzameling aan.

## Levensloop

### Jeugd en eerste stappen
Rob Møhlmann begon als adolescent alte tekenen. Hij maakte aanvankelijk (cartooneske) strips en landschappen met potlood en inkt, maar schilderde in het laatste jaar van zijn middelbareschooltijd ook zijn allereerste olieverfschilderijtjes. In 1977 begon hij aan de lerarenopleiding van D’Witte Lelie in Amsterdam. Een opleiding tot vrij kunstenaar sprak hem meer aan, maar dat werd geblokkeerd door zijn ouders. Omdat hij er naar eigen zeggen niets leerde, verliet hij samen met zijn vriendin en latere vrouw Laura de Grijs (1949-2010) al na 6 weken de academie. Hij bekwaamde zich verder als autodidact. Na zich enige jaren te hebben beziggehouden met diverse thema’s en onderwerpen, legde hij zich toe op het stilleven, al had hij ook belangstelling voor (naakt)portretten, landschappen en (vervallen) stadsgezichten.

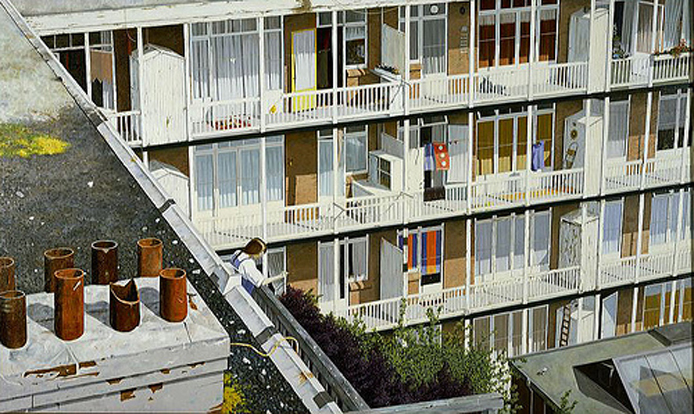
’’Perspectief’’ (1982). Voorbeeld van een stadsgezicht (Collectie Amsterdam Museum)

Na een ontmoeting met graficus J. M. van Lieshout in 1979 leerde hij zichzelf etsen; hij maakte ongeveer 20 etsen.

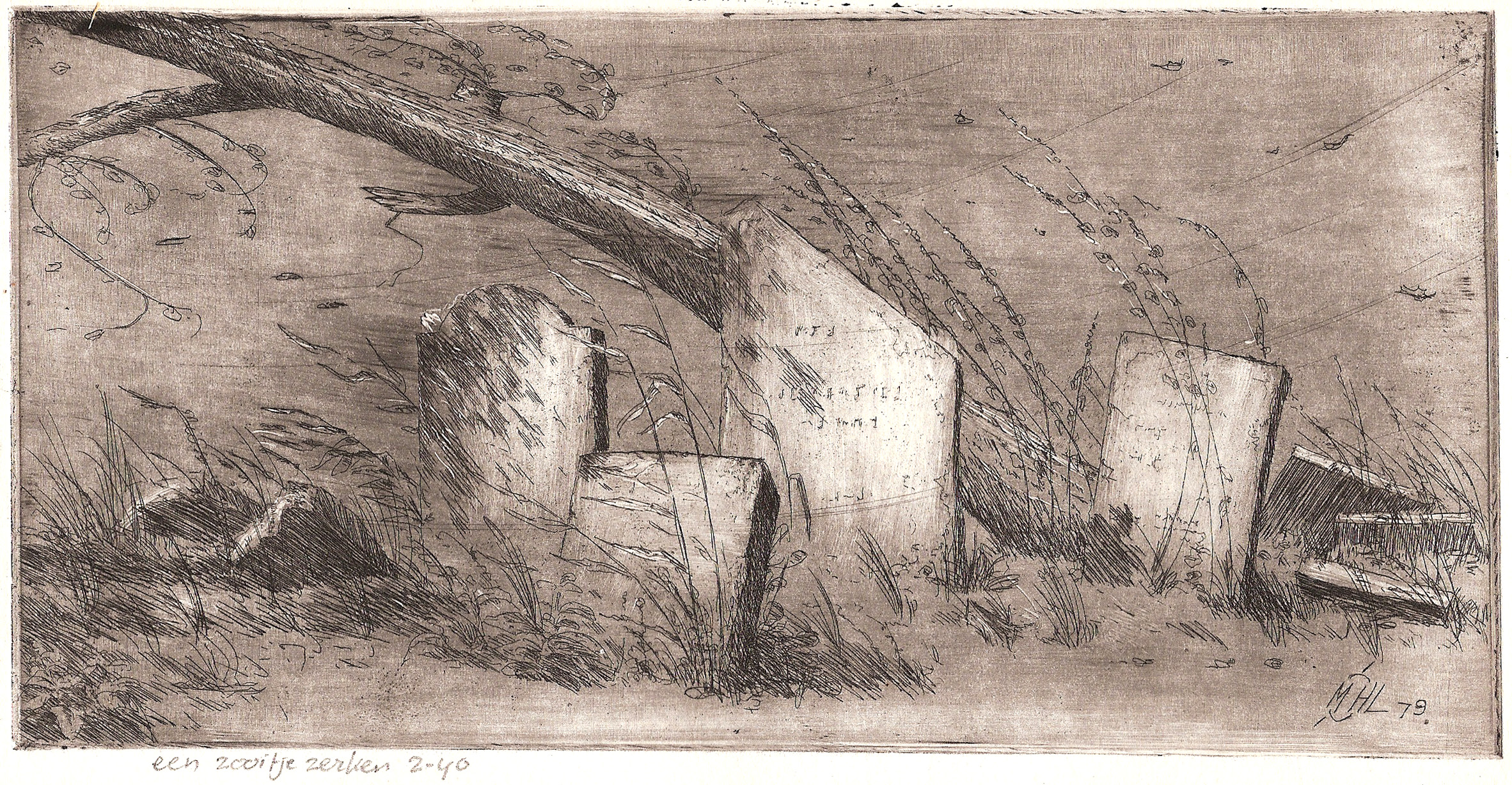
’’Zooitje zerken’’ (1979). Voorbeeld van een ets

### Ontwikkeling als kunstenaar

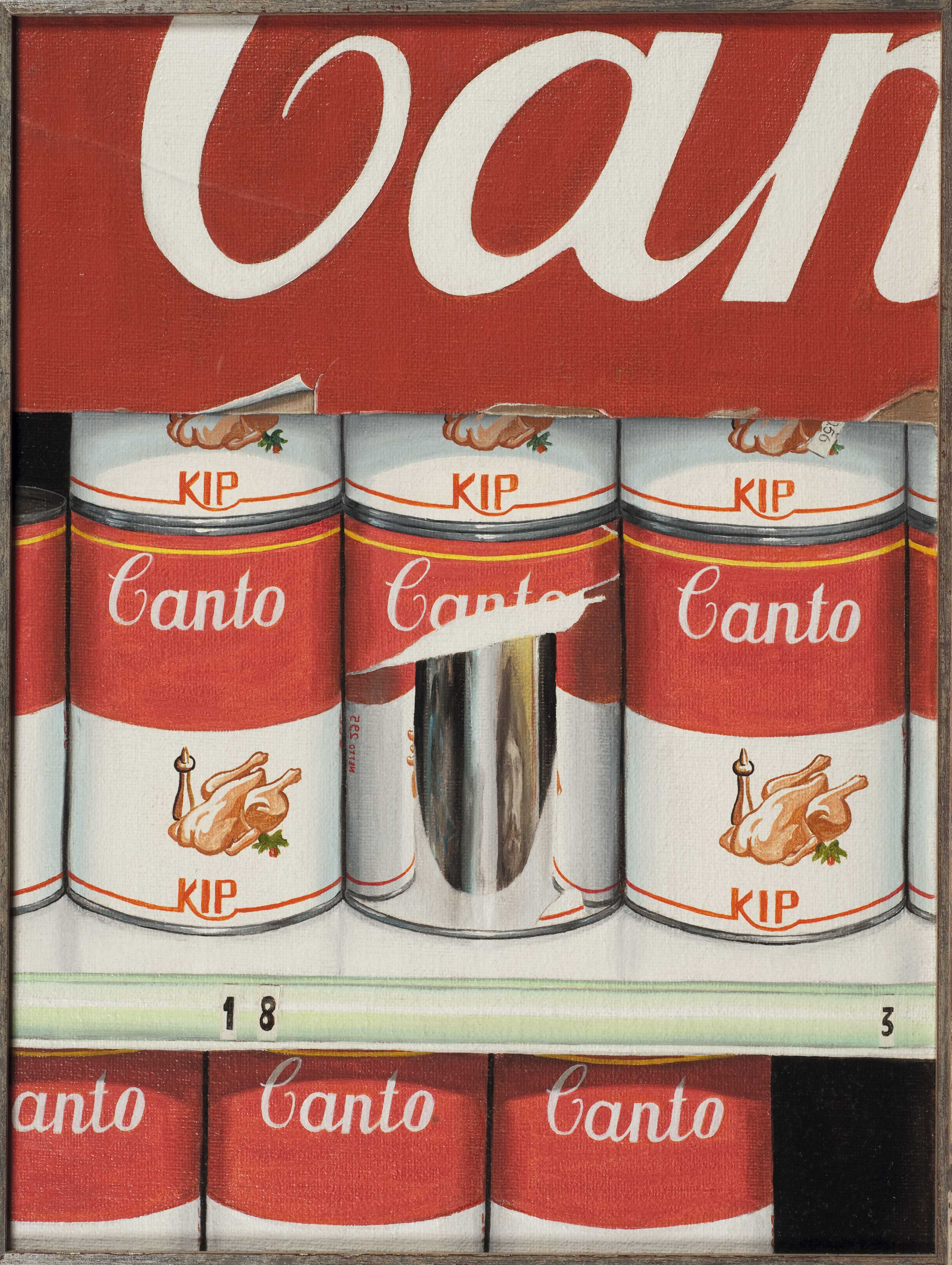
Eerste Canto (1982). Eerste uit een reeks van 124 schilderijen

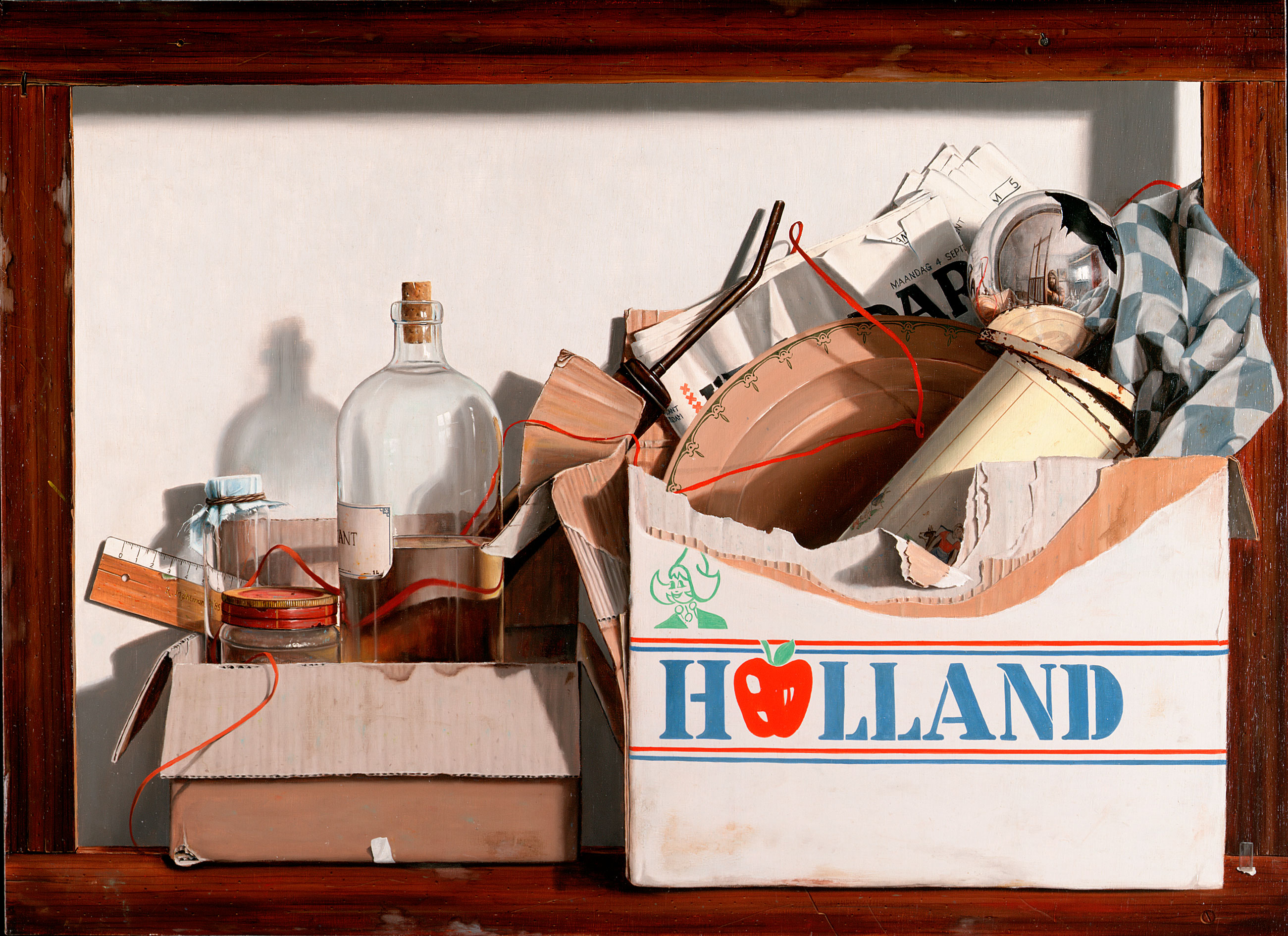
“Holland” (1985). Schilderij uit de balans-serie

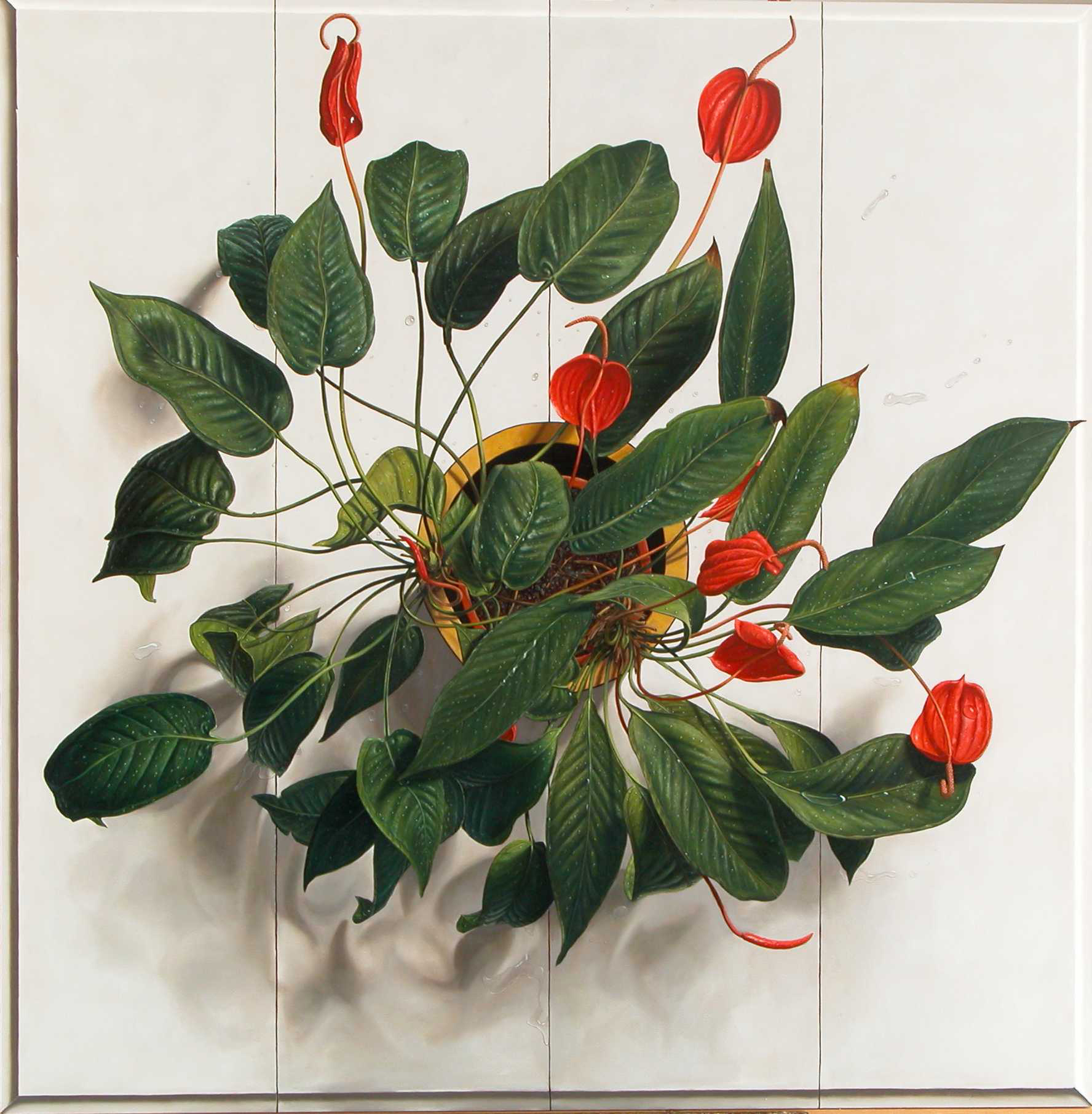
‘’Ja, ik haal al een lapje’’ (1997). Voorbeeld van “bovenafje”

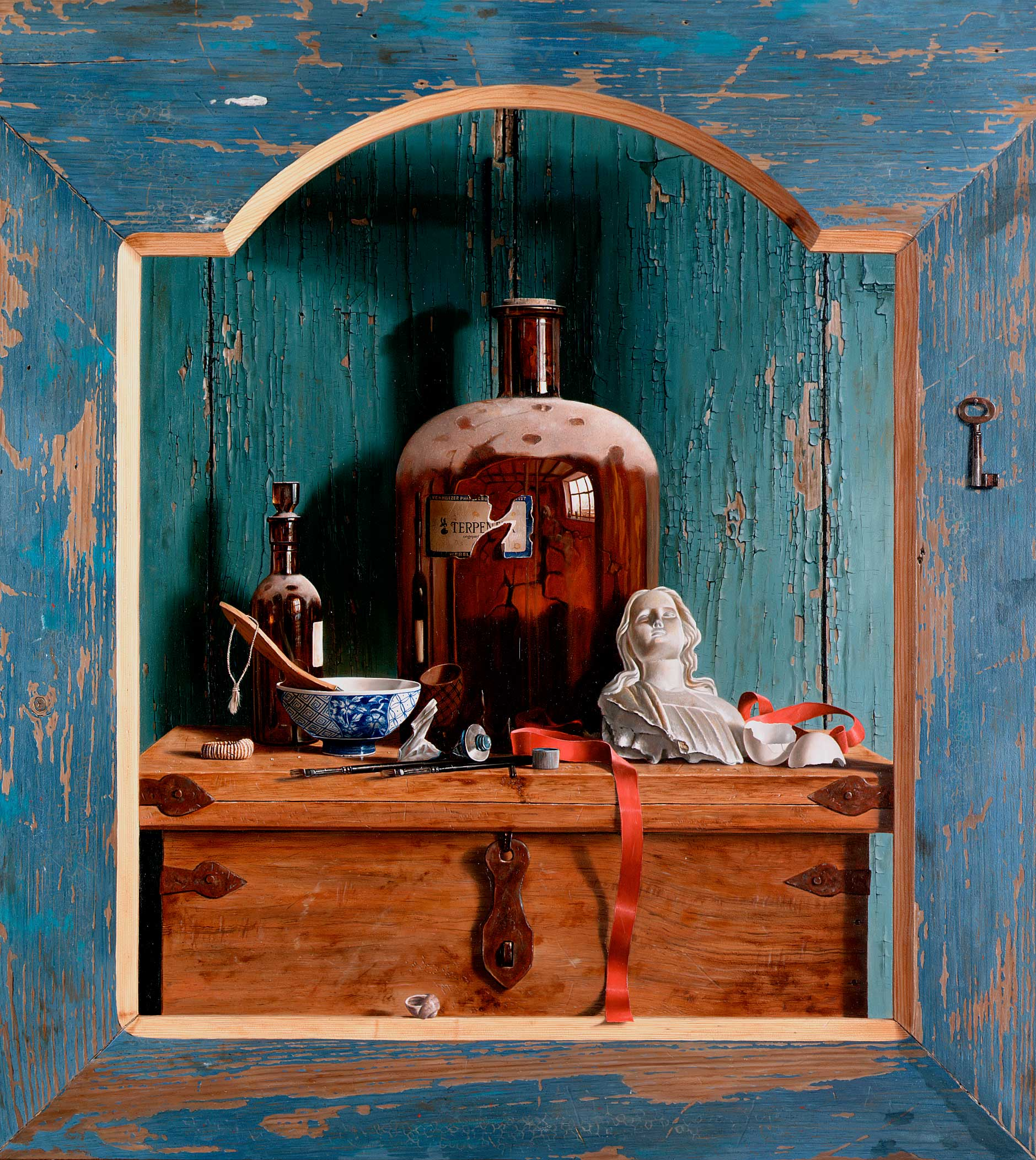
’’Craquelé’’ (2001). Schilderij uit de serie “Framed”

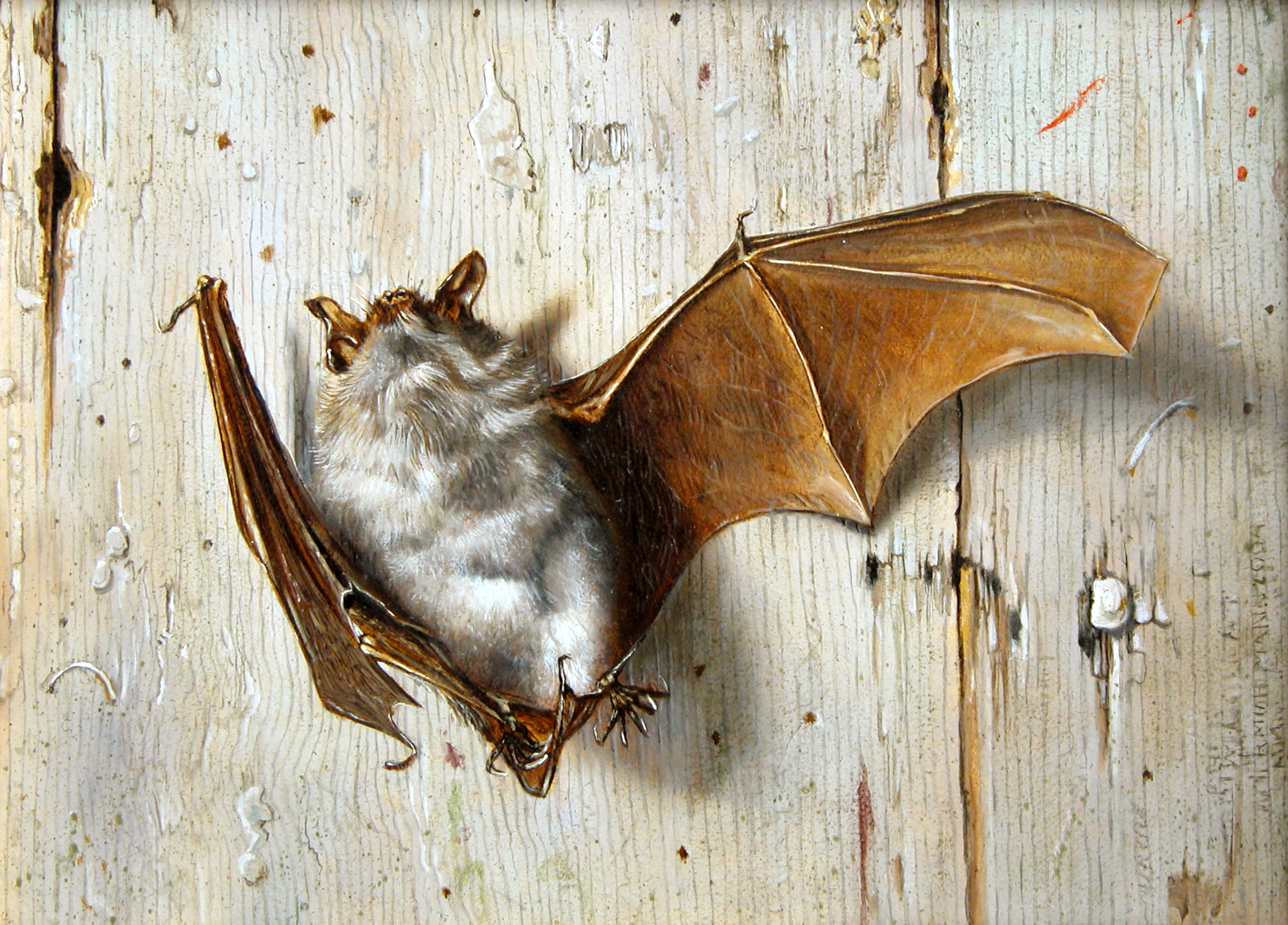
‘’Dood vleermuisje’’ (2004). Voorbeeld van dood beestje

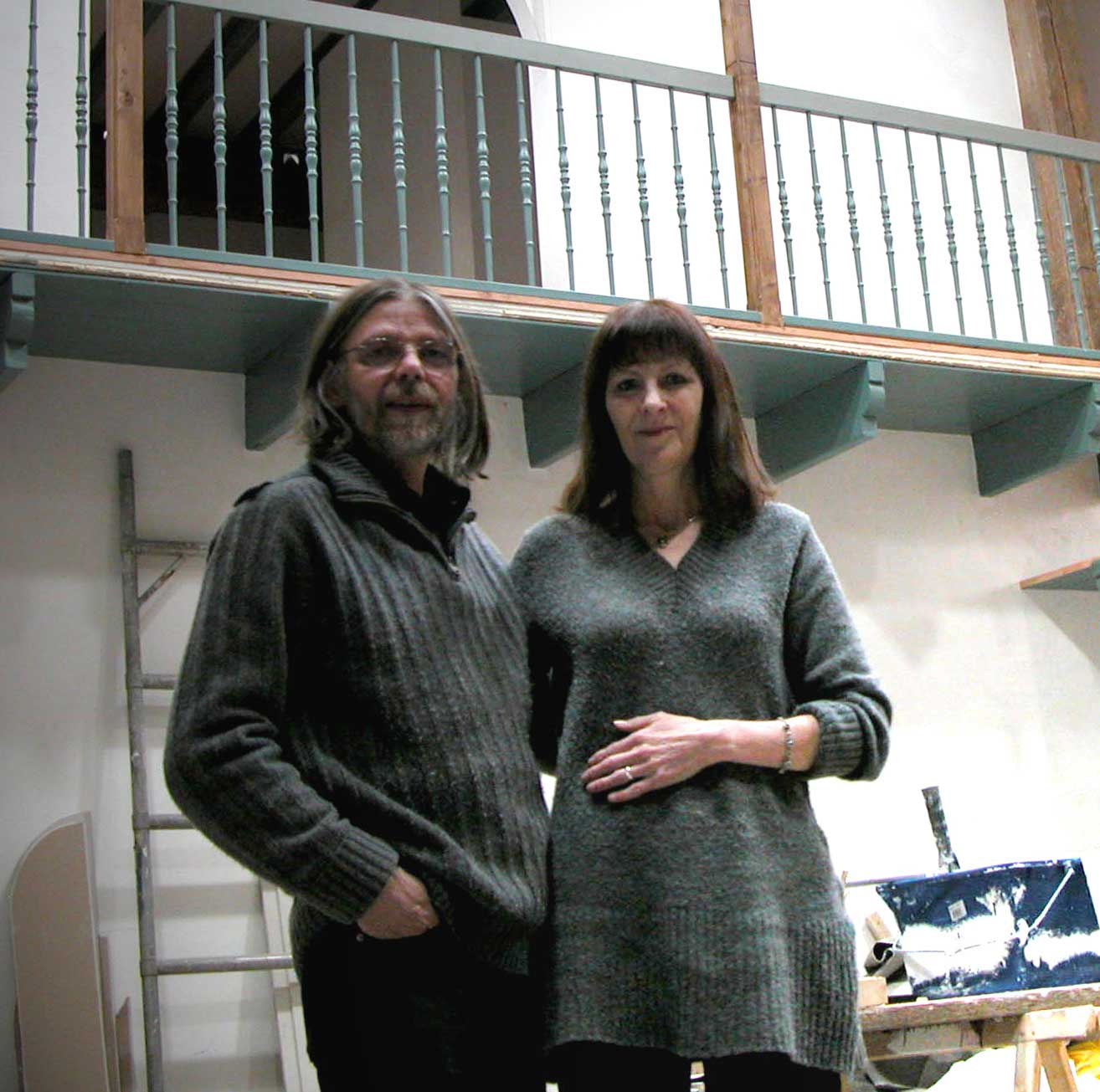
Rob en Laura Møhlmann (2008)

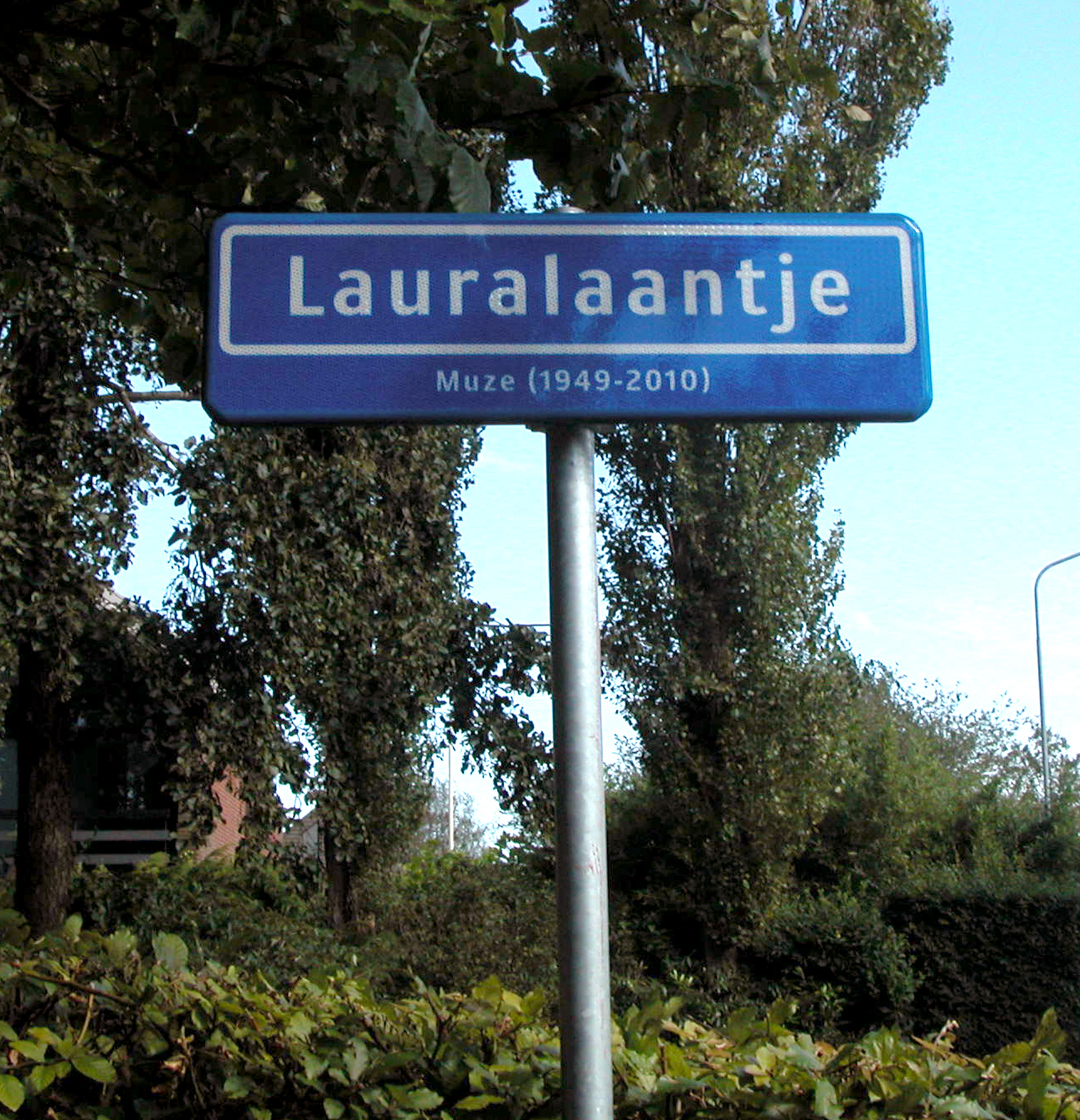
Lauralaantje leidt naar ingang museum

In 1981 schilderde hij voor het eerst hetzelfde stilleven van drie kanten, alsmede hetzelfde stilleven van vier (tegenover elkaar liggende) zijden, dit onder meer om een realistischer kijk op de dingen af te dwingen. Aldus is hetzelfde stilleven controleerbaar aan de corresponderende werken. Vanaf toen schilderde Møhlmann ook consequent 1:1, dus op ware grootte.
In de jaren tachtig begon de schilder met een aantal projecten en series. Zo is er het zogenaamde Cantoproject (later Canto Collectie genoemd), dat wellicht als zijn ‘’magnum opus’’ mag worden beschouwd en de periode 1982-1993 beslaat. Het heeft als ondertitel “een blik op de werkelijkheid”, en omvat 124 schilderijen. Alle schilderijen hebben dezelfde maat en tonen altijd één en hetzelfde conservenblikje (van het gefingeerde merk Canto) op dezelfde plaats in het schilderij. Verder werd het blikje altijd even groot afgebeeld en wordt het onder dezelfde hoek waargenomen. Door de zich voortdurend wijzigende omgeving van het blikje groeide de serie als geheel uit tot als een soort picturaal avontuur in het kader van de (schijnbaar) alledaagse werkelijkheid. Ook vervaardigde hij de serie ‘Kapotte’ of ‘Vernietigde doekjes’, waarbij het lijkt alsof schilderslinnen gescheurd of beschadigd is. In 1984 werkte hij bijna negen maanden aan “De Kubus” ofwel Een hedendaagse allegorie. Het werk bestaat uit 5 panelen die tezamen een kastje vormen waarin en waarop allerlei alledaagse voorwerpen (geschilderd) liggen met veelal een symbolische duiding. In 1985 startte de schilder met ‘De Balansserie’, waarbij hij op een leeg spieraam een stilleven situeerde. Aanvankelijk betreft het hier een enkel voorwerp, maar in de loop der tijd worden dit later steeds complexere stapelingen.

### Verdere ontwikkeling als kunstenaar
In 1990 schildert Møhlmann zijn eerste ‘bovenafje’. Dit is een stilleven dat loodrecht van boven is waargenomen, met het verdwijnpunt in het middelpunt van de aarde in plaats van aan de horizon. Deze werkwijze ontwikkelt hij naar aanleiding van Canto 86 ‘’Grondpatroon’’, waar het blikje op de grond ligt. Møhlmann komt tot de conclusie dat in de kunst wel het kikker en vogelperspectief bestaat, maar niet het gezichtspunt vanuit het zenit naar het nadir. Hij noemt dat ‘valkperspectief’ en de werkwijze ‘bidden boven het beeld’, dit vanwege het feit dat hij langdurig boven zijn onderwerp “zweeft”, teneinde het vervolgens uit zijn hoofd op het schilderij vast te leggen.
In 1993 schildert Møhlmann de laatste Canto, naar eigen zeggen ‘omdat er ook brood op de plank moet’; de serie bestaat dan uit 124 schilderijen. Omdat de serie één geheel is, is nooit één Canto verkocht. In de jaren tussen 1993 en 2013 vervaardigt Møhlmann vele stillevens, waarbij (in de voorwerpen) vooral het onaanzienlijke en het verval model staan. Ook probeert de schilder zijn stillevens zo natuurlijk mogelijk te laten ogen.
Een andere serie in zijn werk (te dateren tussen 1998 en 2002) begint als Møhlmann een lijst ergens ‘schijnbaar willekeurig’ in zijn atelier plaatst en vervolgens schildert, wat dan binnen de lijst te zien is. Deze serie krijgt de naam ‘Framed’. Opvallend is dat in de jaren 2000-2013 veel dode beestjes (vogels, muizen, kikkers) in zijn werk opduiken, vaak ook weer van verschillende kanten weergegeven.

### Afbouw kunstenaarschap
Na het overlijden van zijn vrouw en muze Laura in 2010 schildert Rob Møhlmann nauwelijks meer. Er ontstaat nog een handvol werken. Enkele schilderijen die soms al tien jaar ‘geblokkeerd’ staan maakt hij af. Het vrijwel laatste schilderij is Gebroken Blauw, waarin hij in een stilleven met een gebroken blauwe schaal zijn eigen portret laat samenvallen een heel vroege tekening van Laura. Hierna richt hij zich vooral op de verdere ontwikkeling van Museum Møhlmann.
Rob Møhlmann werd in 2014 "Damster van het Jaar" en in 2017 benoemd tot Ridder in de Orde van Oranje Nassau.
Museum Møhlmann ontving opeenvolgend in 2017 en 2018 de publieksprijs: de Gouden Museum Ontdekking Award.

## Autonomie en stijl
Hoewel hij als kunstschilder werkt in de realistische traditie, met een sterke nadruk op het stilleven, behoort hij niet tot een bepaalde richting of stroming, maar ziet hij zichzelf vooral als onafhankelijk realist. Zijn werk wordt gekenmerkt door de alledaagsheid van het onderwerp, uitgevoerd in een grote precisie en virtuoze stofuitdrukking. Op het vlak van het stilleven heeft hij bijgedragen aan (soms letterlijk) nieuwe gezichtspunten of opmerkelijke benaderingswijzen. Daarmee heeft hij het stof van oubollig imago van het stilleven willen afblazen.
Diederik Kraaijpoel, pleitbezorger van de figuratieve kunst, schreef: "Zijn werk is met het ontleedmes geschilderd. (...) Het object wordt uit elkaar geplozen en gereconstrueerd. Dit is niet alleen kijken, maar ook willen weten hoe de wereld in elkaar zit. Vandaar het effect van een borende intensiteit. Het is alsof de voorwerpen opgeladen worden met een betekenis die ze niet van nature hebben. Daarin, en niet alleen in de verhalen, zit het ‘magische’."
Omdat Rob Møhlmann als schilder volledig autodidact is, heeft hij zich niet alleen qua techniek en stijl, maar ook inhoudelijk geheel autonoom ontwikkeld, en daarom zijn er nauwelijks directe invloeden in zijn werk aan te wijzen. Diederik Kraaijpoel schreef over zijn werk: “We worden herinnerd aan de Vlaamse Primitieven (...).” Eén der bekendste van de Vlaamse Primitieven, Jan van Eyck, duikt reeds in 1984 op in het werk van Møhlmann, en wel in een door hem beschilderde kubus, waaraan hij pootjes bevestigde waardoor de kubus veranderde in een tafeltje. Rechtsboven in het “vierde vlak” van De Kubus staat een deel van Man met de rode tulband, een schilderij dat vermoedelijk een zelfportret van Jan van Eyck is. 

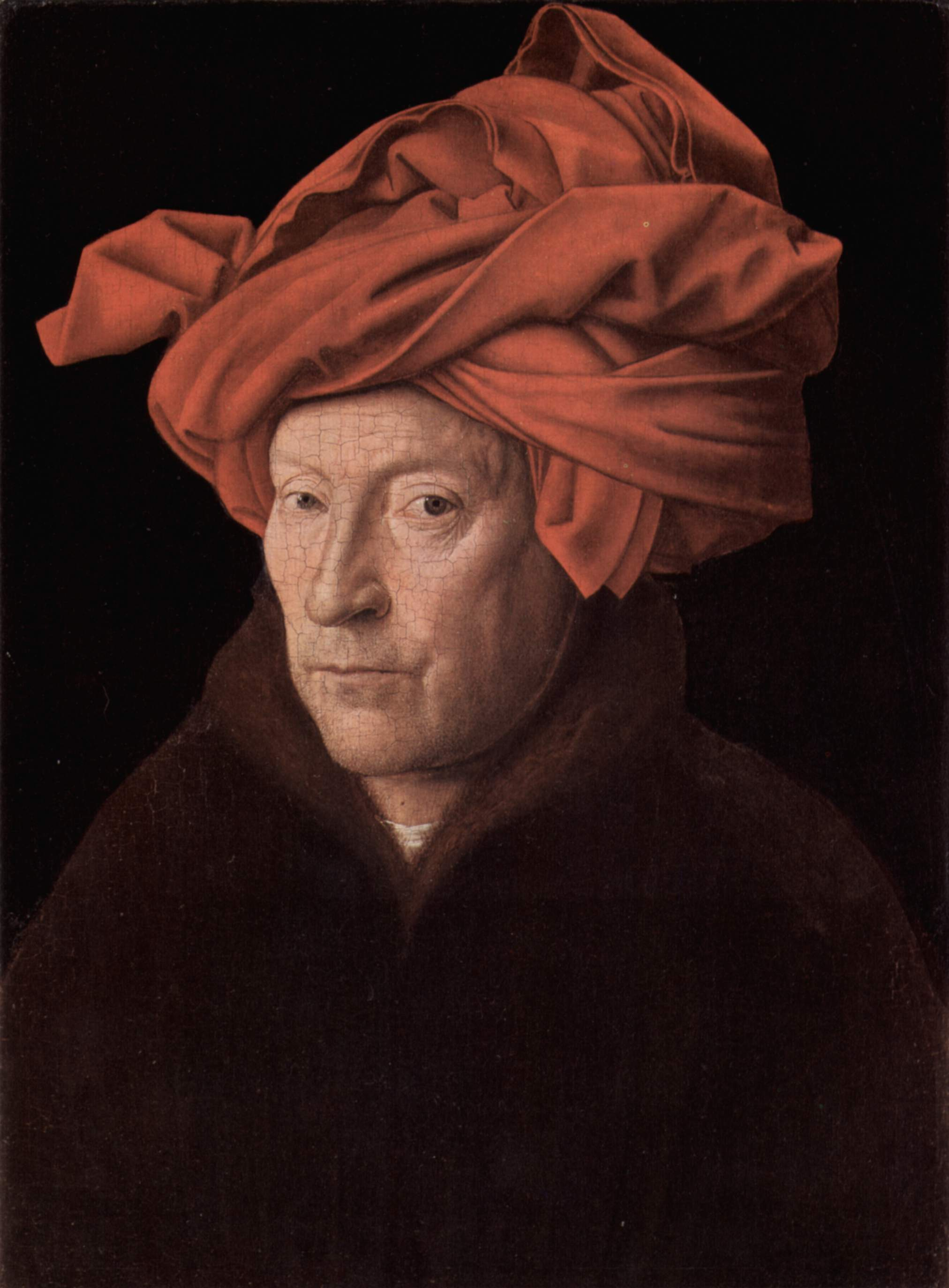
Man met rode tulband (1433, vermoedelijk zelfportret van Jan van Eyck)
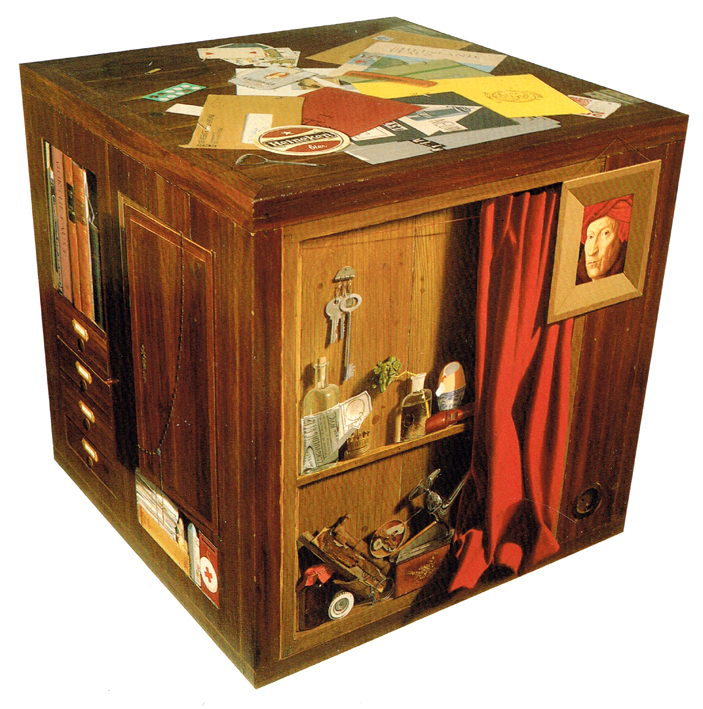
’’De Kubus’’ (1984-85), met rechtsboven portret Jan van Eyck

Met Van Eyck heeft Møhlmann een aantal zaken gemeen, zoals een fascinatie voor spiegelingen, de intense beschouwing van het detail en een zeer fijne stofuitdrukking. Gedetailleerde reflecties, zoals te zien in de spiegel op de achtergrond van Van Eycks ‘’Portret van Giovanni Arnolfini en zijn vrouw’’ (1434), komen ook veelvuldig voor in het werk van Møhlmann, zoals in de kerstbal op het schilderij ‘’Holland’’ (1985), waar we de schilder aan het werk zien achter zijn ezel, compleet met raam (met gordijn) waardoor het licht binnenvalt.

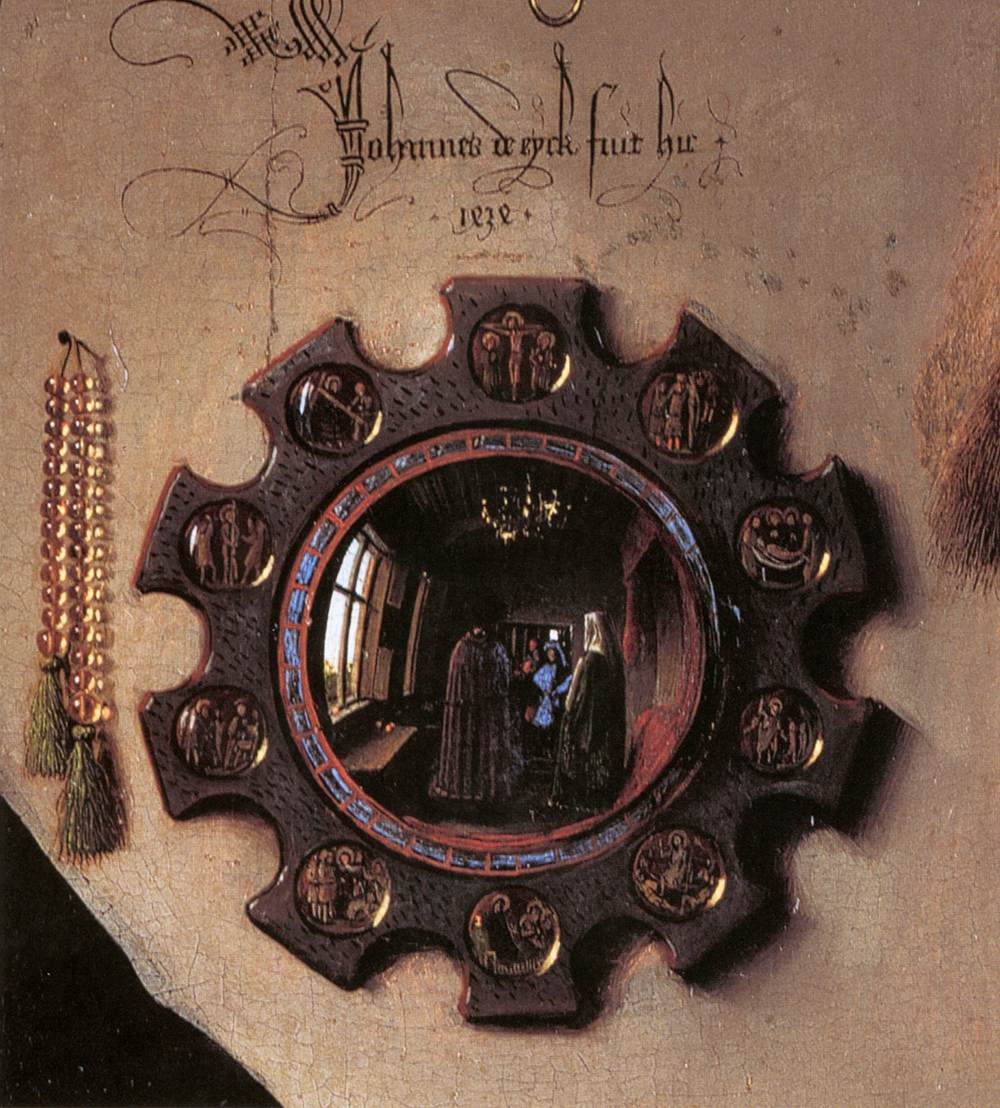
Van Eyck, detail
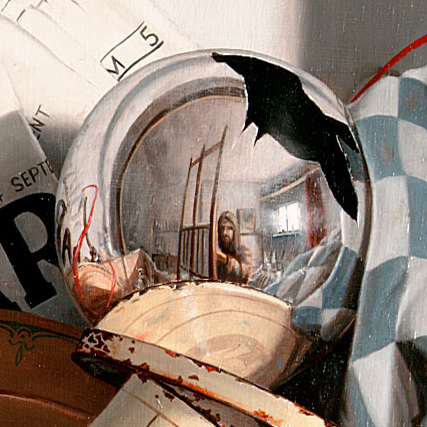
Rob Møhlmann, detail

In de toespraak die Møhlmann in 2017 hield bij het in ontvangst nemen van zijn koninklijke onderscheiding, maakte hij gewag van de “eenzaamheid” van de schilder. Met name noemde hij Dick Ket, die zich in de loop van zijn korte leven steeds meer uit het openbare leven terugtrok en zich in zijn schilderijen in toenemende mate concentreerde op slechts enkele voorwerpen die hij in zijn huis voorhanden had, die hij dan weergaf in messcherpe stillevens, daarbij werkend vanuit een volkomen vernieuwend “vogelperspectief”. Hiermee is hij een voorloper van Møhlmann, die dat perspectief nog verder doorvoert, en zo komt tot het loodrecht van boven waargenomen zogenaamde “valkperspectief”, wat bij Møhlmann leidde tot een serie van zogenoemde “bovenafjes”.”

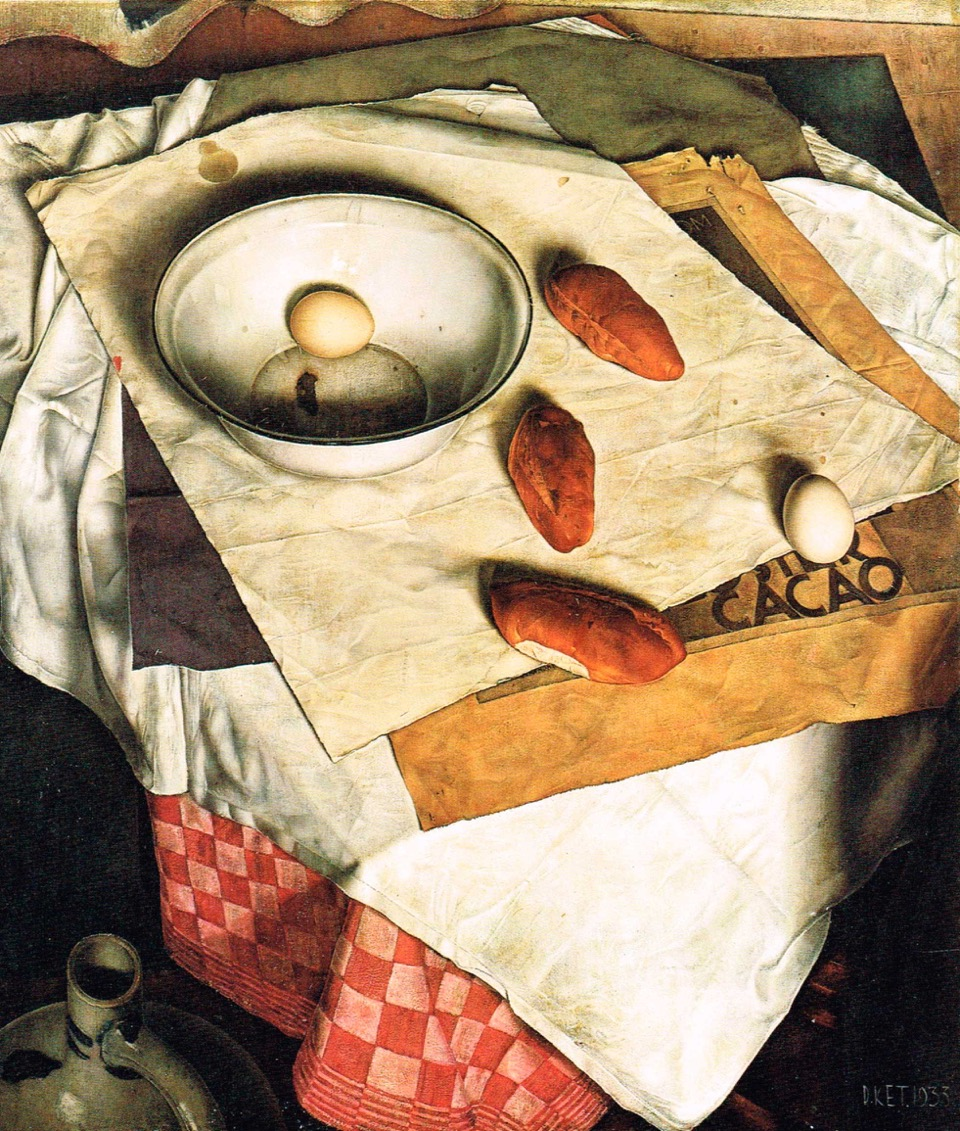
Dick Ket Stilleven met broodjes, (1935) in vogelperspectief
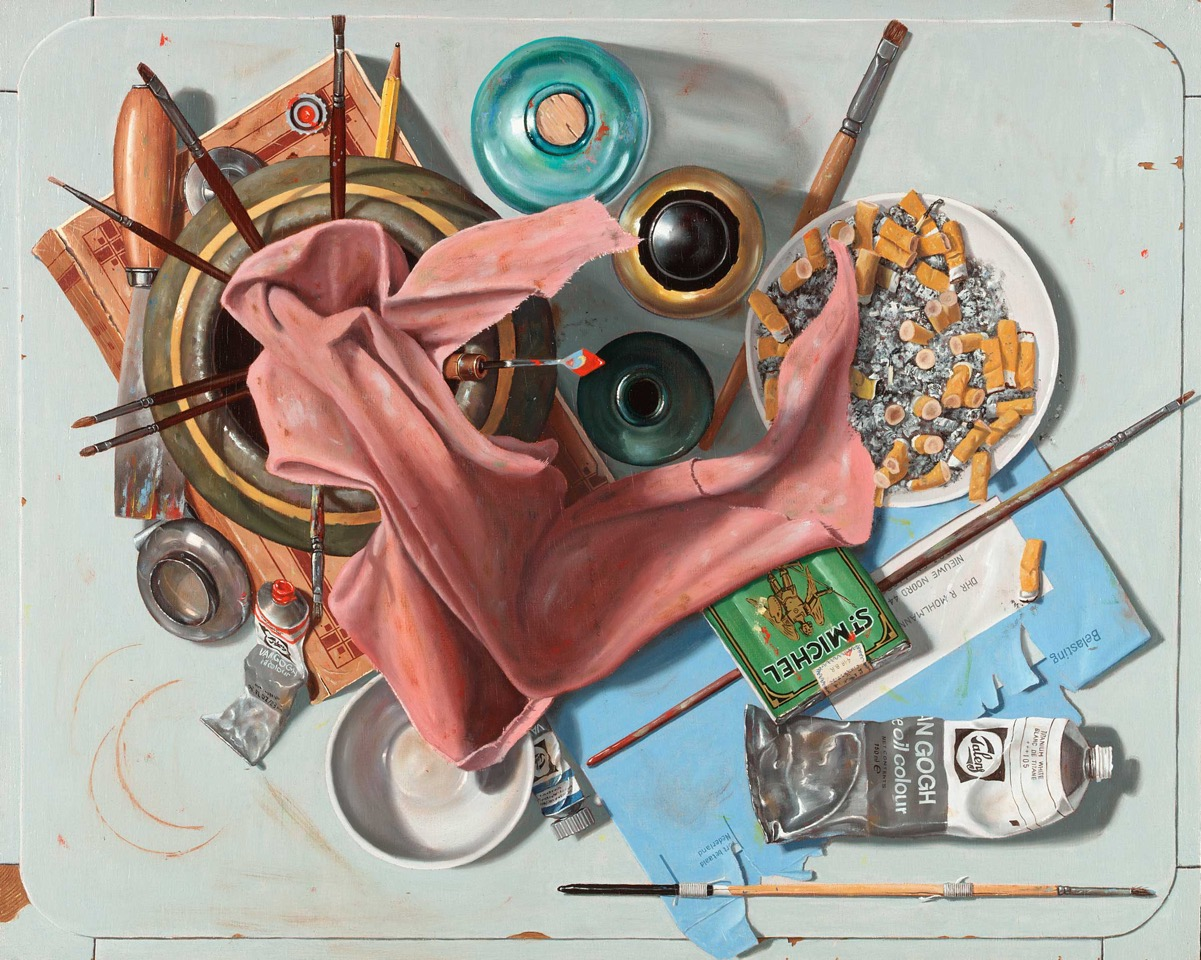
Rob Møhlmann ‘’Schilderstafeltje’’, (1990) in valkperspectief

Afgezien van een ongebruikelijk perspectief deelt Møhlmann met Dick Ket bij de weergave een enorme intensiteit, waardoor de voorwerpen in een stilleven een magische uitstraling krijgen. Toch kunnen we dit bij Møhlmann geen magisch realisme noemen, omdat er geen sprake is van een andere of hogere werkelijkheid, laat staan een hallucinerende of droomachtige wereld; hier wordt “uitsluitend” de werkelijkheid weergegeven, zij het een werkelijkheid waarin we, dankzij de borende intensiteit van het schilderij, dieper doordringen dan in de werkelijkheid van alledag. 
Omdat Møhlmann in zijn werk in de loop van de tijd uitging van verschillende ideeën, die dan tot langere of kortere series leidden – De Canto Collectie, de Balansserie, de serie Framed en de “bovenafjes” – zou men Rob Møhlmann een “conceptueel realist” kunnen noemen.
In tweede instantie is hij ook een pleitbezorger voor het realisme en de figuratie geworden. Geheel tegen de tijdgeest in verdedigde hij deze kunst in woord en beeld en vanaf 1998 met een eigen museum en een reeks van tentoonstellingen en publicaties. Museum Møhlmann is in zijn 20-jarig bestaan een landelijk bekend platform geworden voor ‘kunst die wat voorstelt’.
Belangrijk is de jaarlijks terugkerende Onafhankelijke Realisten Tentoonstelling (ORT) sinds 1998 en de collectievorming ven hedendaagse figuratie. Daarnaast zijn ook (kleinere) collecties ontstaan met o.a. Middeleeuwse kunst(voorwerpen), 16e- en 17e-eeuwse prentkunst, werk (en brieven) van Jan Mankes (1889-1920), werk van (zijn grootvader) J. C. Busé (1891-1974) en werk van de schilder zelf.

## Afbeeldingen

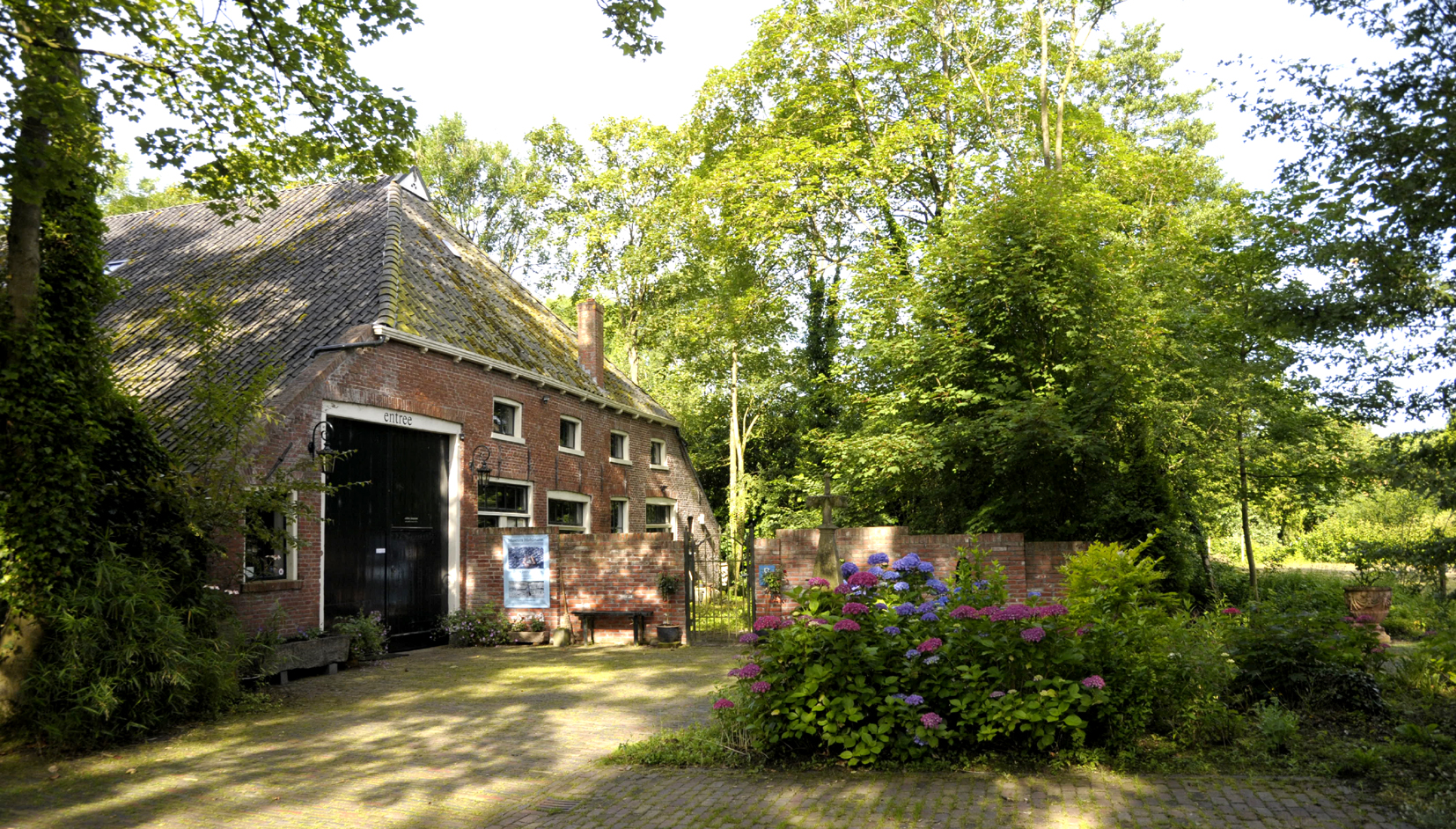
Entree Museum Møhlmann
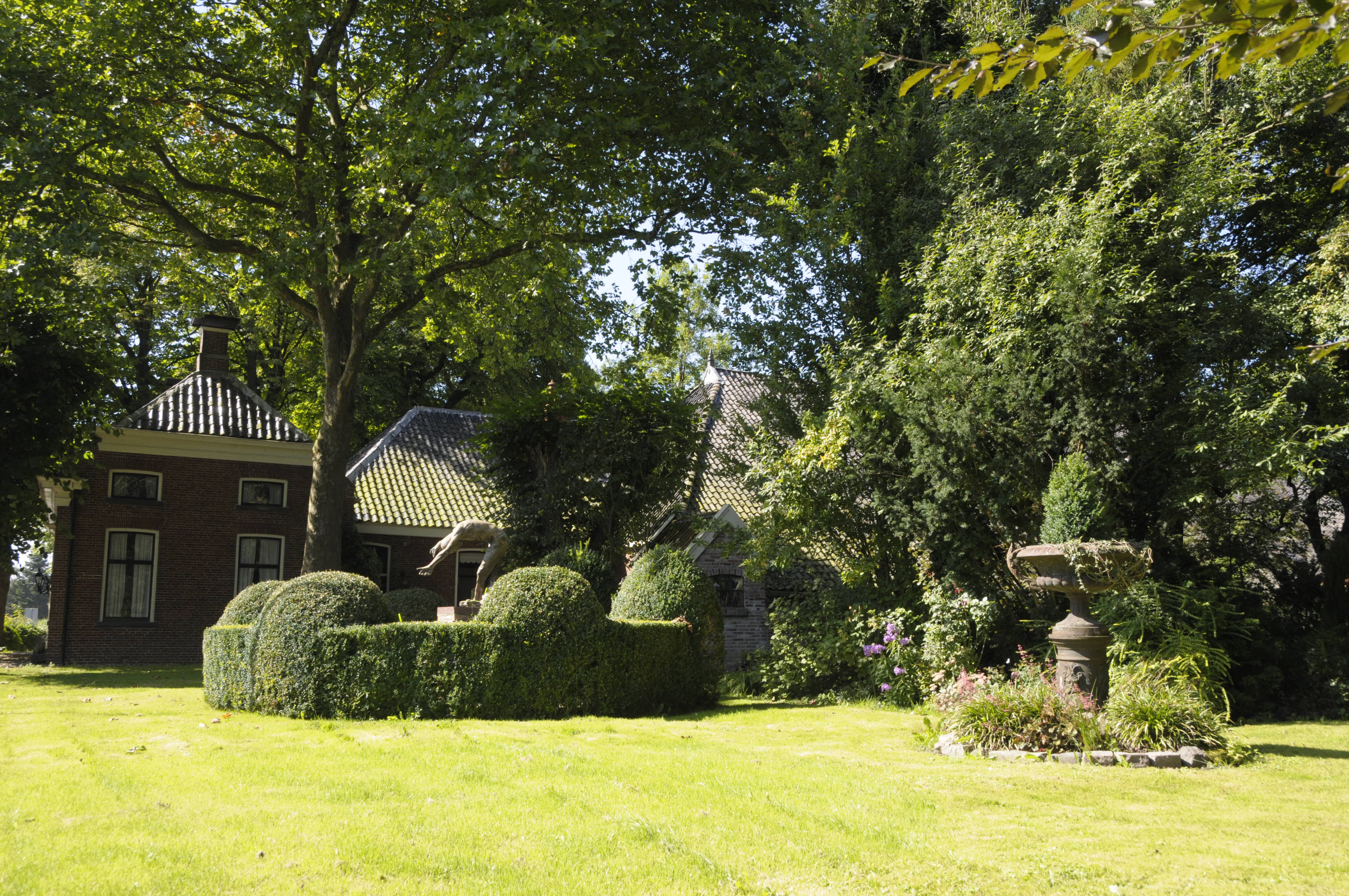
Beeldentuin Museum Møhlmann
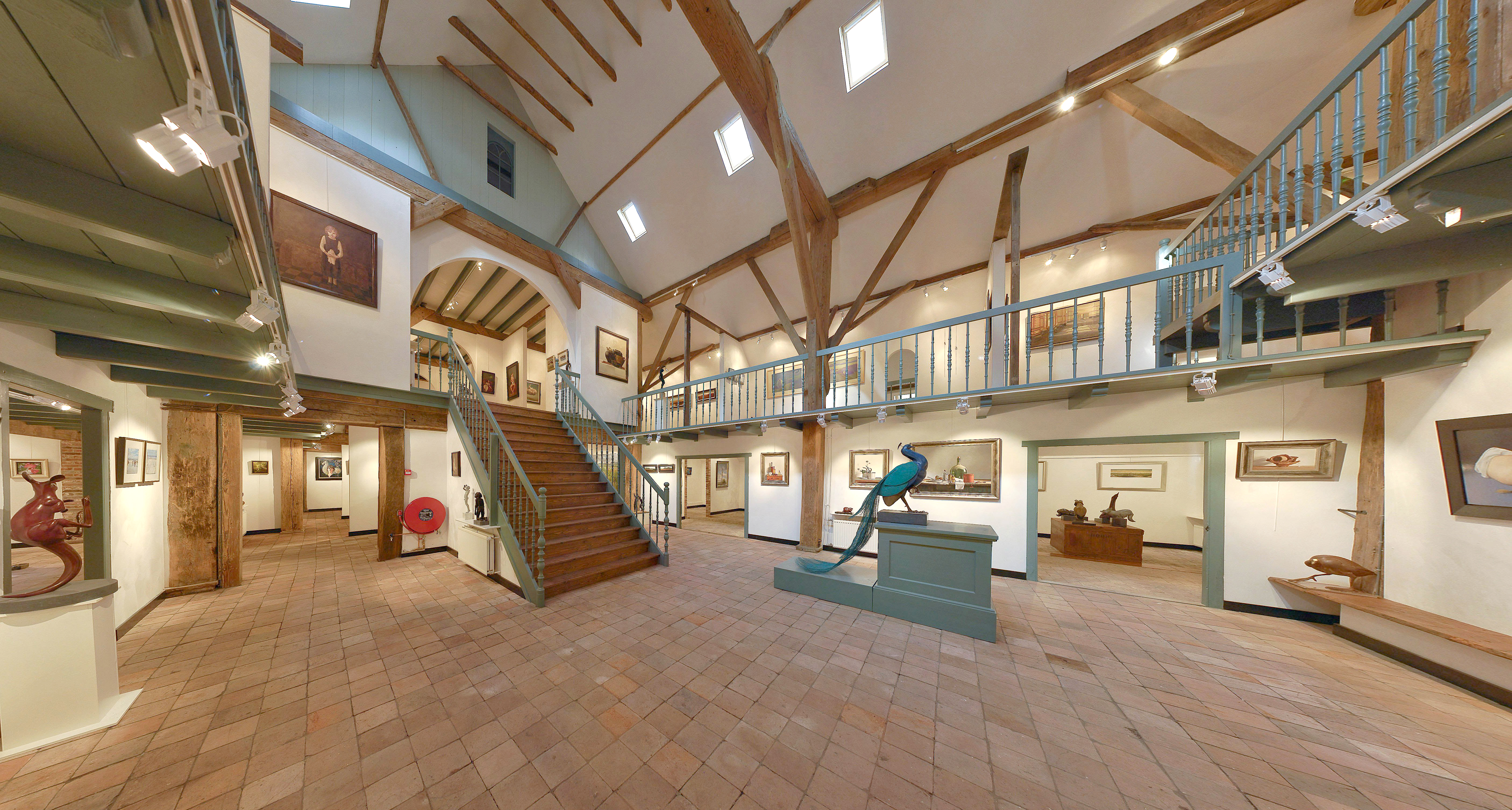
Interieur Museum Møhlmann